# أمواج روسبي
أمواج روسبي (بالإنجليزية: Rossby wave) هي تلك الأمواج البالغ عددها 3-6 أمواج التي تتشكل في الرياح الغربية العلوية ذات الحركة الموجية، وقد سميت تلك الأمواج بأمواج روسبي نسبة إلى مكتشف الحركة الريحية العليا الموجية وهو عالم الأرصاد السويدي كارل جوستاف روسبي.

## المصدر
- المعجم الجغرافي المناخي
- نظام الضغط